# Hiroshi Ishiguro
Hiroshi Ishiguro (japonès: 石黒浩 Ishiguro Hiroshi; Prefectura de Shiga, 23 d'octubre de 1963) és director del Laboratori de Robòtica Intel·ligent, que forma part del Departament d'Innovació en Sistemes de la Facultat de Ciències de l'Enginyeria de la Universitat d'Osaka, al Japó. Un desenvolupament notable del seu laboratori és l'Acrtroid, un robot humanoide amb aparença real i un comportament visible, en què destaquen els moviments facials.

## Trajectòria
En el desenvolupament de robots, Ishiguro es va centrar en la creació d'un robot que fos el més semblant possible a un ésser humà viu. A la inauguració del juliol de 2005 de la rèplica de l'androide femení o gynoid Q1Expo va dir: "Abans he desenvolupat molts robots, però aviat em vaig adonar de la importància de la seva aparença. Un aspecte semblant a l'home fa que el robot tingui una forta sensació de presència. Aquest robot pot interactuar amb la gent. Pot respondre a persones que el toquen. És molt satisfactori, encara que, òbviament, encara tenim un llarg camí per recórrer". En la seva opinió, serà possible construir un androide que no es pugui distingir d'un humà, almenys durant una breu trobada.
Va fer un androide que se li assembla, anomenat Geminoid. El Geminoid va ser un dels robots fets per James May en el seu documental sobre l'home-màquina de la BBC2 del 5 d'octubre de 2008, a la sèrie de grans idees de maig. També va presentar un robot de telecomunicacions anomenat Telenoid R1 . Hiroshi també utilitza l'androide per ensenyar les seves classes a la Universitat d'Osaka del Japó i li agrada espantar als seus alumnes fent que Geminoid faci moviments similars a l'ésser humà com ara parpellejar, "respirar" i inquietant-se amb les mans. El 2011 fou considerat com un dels 15 científics asiàtics que ha de ser consultat per l'Asian Scientist Magazine. El 2018, Ishiguro va ser entrevistat interactuant amb un dels seus robots per al documental sobre intel·ligència artificial anomenat Confieu en aquest equip? .